# 泮境乡
泮境乡，是中华人民共和国福建省龙岩市上杭县下辖的一个乡镇级行政单位。

## 行政区划
泮境乡下辖以下地区：
彩下村、泮境村、祖加村、院康村、乌石村、定达村和元康村。